# Heimatmuseum Thannhausen

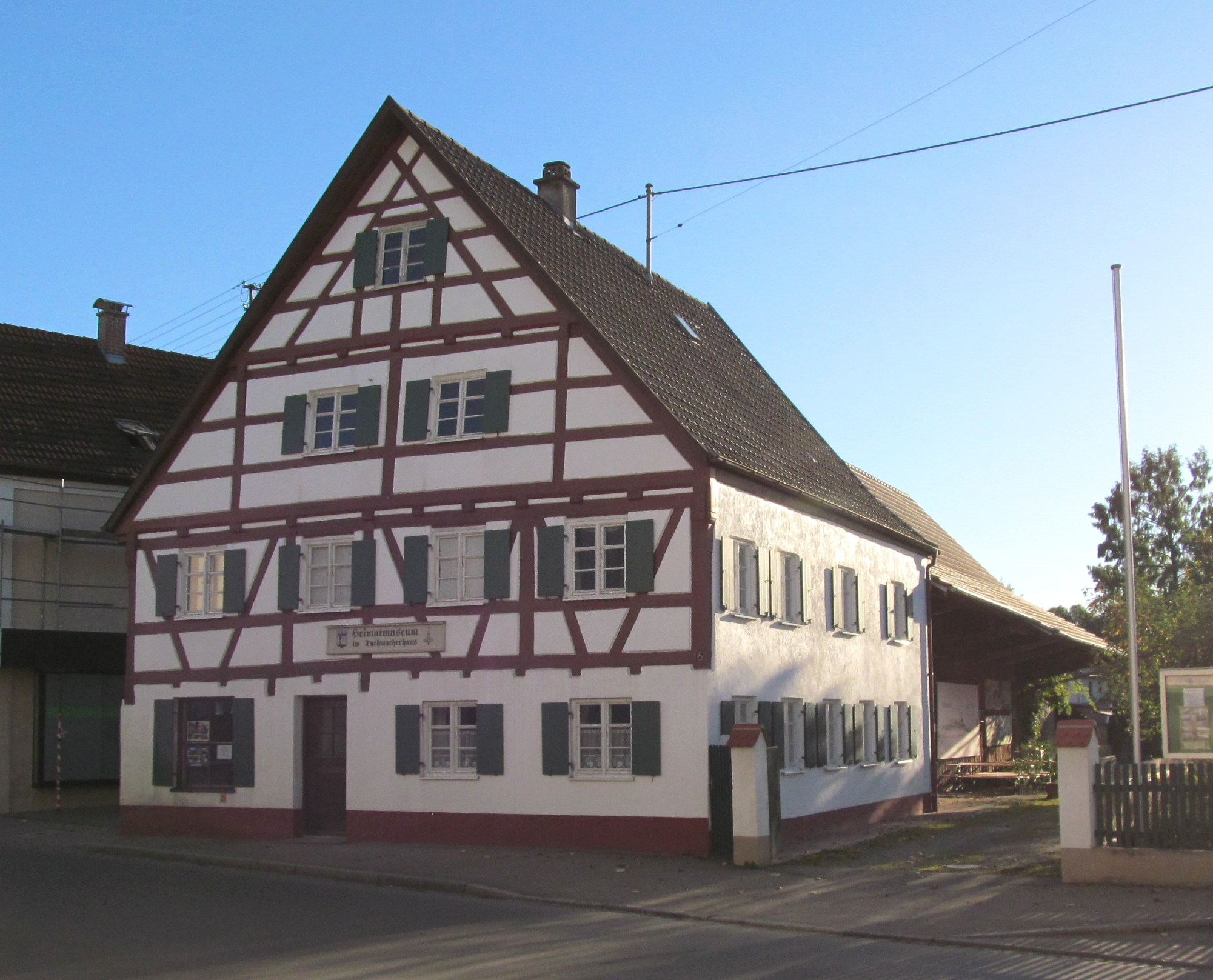
Heimatmuseum Thannhausen im Tuchmacherhaus

Das Heimatmuseum Thannhausen befindet sich im Tuchmacherhaus, einem denkmalgeschützten Fachwerkgebäude im schwäbischen Thannhausen.

## Baugeschichte
Das Fachwerkhaus erbaute im Jahr 1805 Martin Holzhauser. Nachdem seine Tochter 1841 den Tuchmacher Georg Eberhardt geheiratet hatte, blieb es bis 1984 im Besitz der Familie Eberhardt. Die letzte Generation der Eberhardts vererbte die Immobilie der Stadt Thannhausen. Das Haus und Stadel stellte die Stadt Thannhausen im Jahr 1987 dem Heimatverein Thannhausen e.V. zur Nutzung als Stadtmuseum zur Verfügung.

## Tuchmacherhaus
In dem Fachwerkhaus befinden sich mehrere Ausstellungsräume.
In einer Handwerkerstube, auch Eberhardt-Zimmer genannt, sind Ausstellungsobjekte aus dem Leben von Handwerkerfamilien ausgestellt, die die Zeit des 19. und 20. Jahrhundert widerspiegeln.
In einem sogenannten Bilderzimmer sind 36 Ölgemälde aus dem ehemaligen Bilderzimmer des Arztes und Schriftstellers Wilhelm Bauberger ausgestellt.
In dem Christoph-von-Schmid-Zimmer sind Möbel aus der Lebenszeit des Jugendschriftstellers und Domkapitulars Christoph von Schmid aus der Biedermeier- und Barockzeit ausgestellt. Im Vorraum des Zimmers befinden sich zahlreiche Werke von Christoph von Schmid sowie auch einige seiner Briefe im Original.
In der sogenannten Wechselstube sind aktuelle Exponate der Stadt-, Vereins-, Schul-, Religions- und Kirchengeschichte ausgestellt. Des Weiteren werden Persönlichkeiten und Künstler, das Gewerbe und die Industrie, Wohngegenstände aus dem 20. Jahrhundert und Produkte der Tuchmacherei vorgestellt. Es gibt auch eine DIA-Schau.

## Stadel
In dem ehemaligen Stadel des Bauernhauses wurde eine Ausstellungsfläche für verschiedene Exponate aus der Heimatgeschichte mit dem Stadtmodell und zahlreichen Vitrinen ausgestellt. Im Garten des Anwesens ist ein kleines Waschhaus und Backhaus aufgebaut, das nach altem Vorbild aufgemauert wurde.